# Ceratina dentiventris
Ceratina dentiventris är en biart som beskrevs av Carl Eduard Adolph Gerstäcker 1869. Ceratina dentiventris ingår i släktet märgbin, och familjen långtungebin. Inga underarter finns listade i Catalogue of Life.

## Bildgalleri

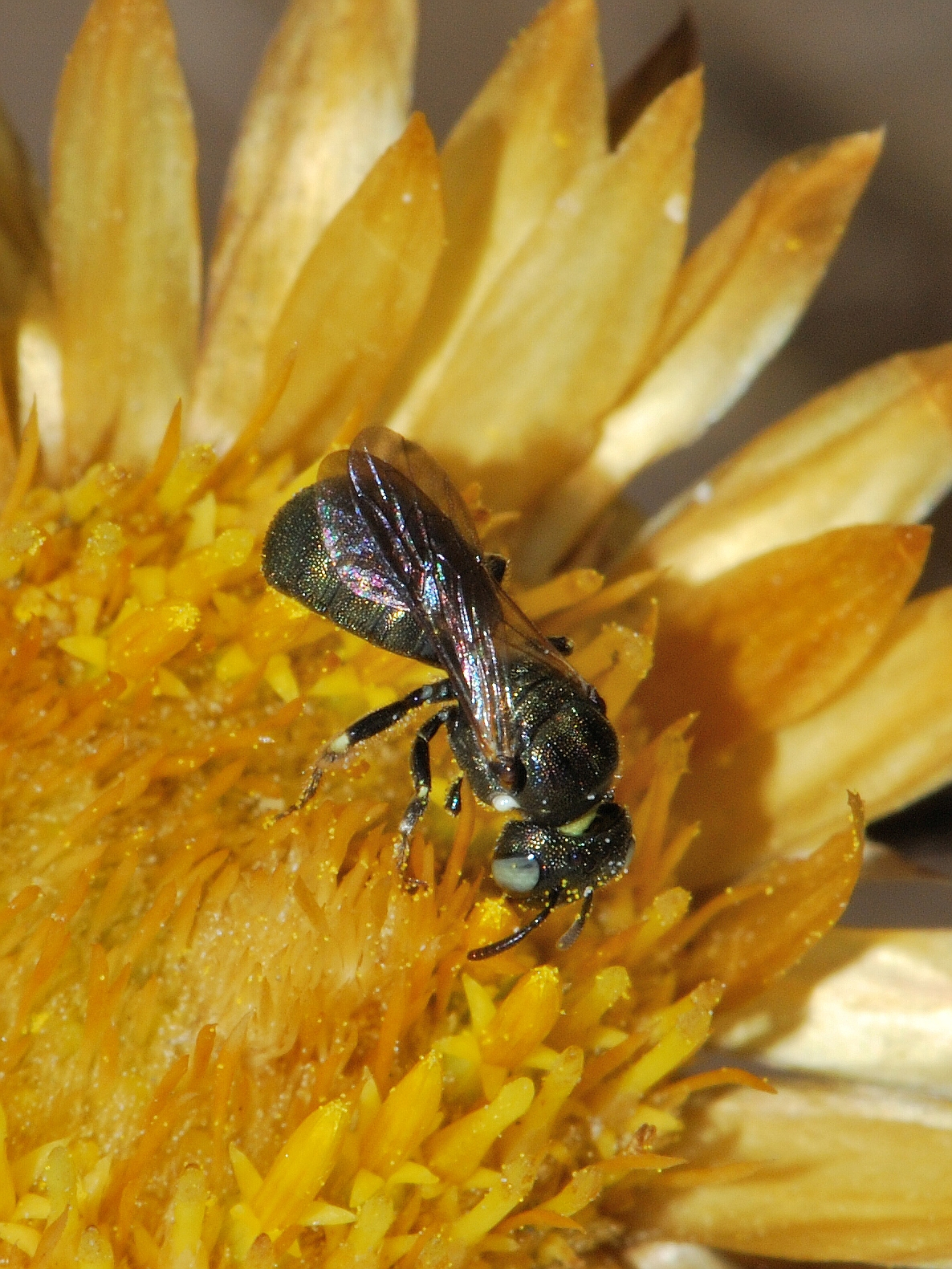